# ヴォルタくん
ヴォルタくんは、日本プロサッカーリーグ（Jリーグ）に加盟する徳島ヴォルティスのマスコットキャラクターである。モチーフは伝説や民話など徳島県の文化に縁深い『狸』。男の子。
本項ではペアで活動する女の子のティスちゃんについても記す。

## 概要
「クラブとサポーターとの強固なる繋がり」を象徴するマスコットで、ヴォルタくんとティスちゃんは「仲良しこよしのお友達」との設定。仲良しペアにする事でその強い関係性を表現し共に夢を、抱き、勝利に向かい協力し合う理念を具現化したとされている。
2009年6月12日にデザインが発表され同時に愛称の公募を開始、同年7月20日に徳島のホームスタジアムである鳴門大塚スポーツパーク ポカリスエットスタジアムで初披露された。695通の応募の中からそれぞれ最多票を集めたものが採用されている。
ヴァンフォーレ甲府のヴァンくんとは非常に仲良しで2018年に「せぇへんの会」を結成し、ふたりで乳首ドリルやチョコプラのTT兄弟ならぬVV兄弟を披露している。
2021シーズンまではヴォルタくん、ティスちゃんともデビュー時のオリジナルデザインのコスチュームをそのまま着用していたが、2021シーズンのサマーユニフォーム着用試合で初めて選手ユニフォームと同デザインのものを着用し、2022シーズンからは通年で選手ユニフォームと同デザインのものを着用している。
両マスコットそれぞれのプロフィール設定は以下の通り。
両者共通のプロフィール
- 出身地：徳島県（生粋の徳島っ子）
- 大好きなもの：サッカー、ヴォルティス、阿波踊り、お祭り、徳島名物

ヴォルタくん
- 誕生日：9月10日（クラブ運営法人である徳島ヴォルティス株式会社の設立日）
- 性格：元気でちょっぴりイタズラ好き
- 将来の夢：ヴォルティスの選手になって全ての大会に優勝する事
- あらゆるところに「V」の字が描かれている。

ティスちゃん
- 誕生日：3月5日（徳島ヴォルティスのJリーグ初戦である2005年J2開幕節・vsベガルタ仙台戦が行われた日）
- 性格：元気でちょっぴり甘えん坊
- あらゆるところにハートマークが描かれている。

### 注記
1. ↑  徳島とタヌキの関わりについては「阿波狸合戦」の項目を参照。